# Börje Lundberg
Börje Lundberg (1953) is een Zweedse acteur. Lundberg is woonachtig in Stockholm en speelde Rune in de film En man som heter Ove. 

## Film
- Fyra nyanser av brunt (2004): Waiter
- Federico García Lorca Noir Despair (2013): Poet
- En man som heter Ove (2015): Rune
- Hermit: Monster Killer (2016): Den Gamle
- Tjuvjägaren (2016): Adelsman

## Televisie
- Roast på Berns (2010): Doctor Wennberg
- Gustafsson 3 tr (2011): Doctor
- Spökeriet (2012): Larsson
- Welcome to Sweden (2014): Harry Carlsson
- Norske fordommer (2015): Pappipus
- Der Kommissar und das Meer (2015): Farmowner
- Berg & Meltzer på Oscars (2015): Svante Johansson
- Boy Machine (2015): Lundström
- Inga Lindström (2015): Richter Hallmark
- Zombie (2015): Statsminister
- Saltön (2017): Åke